# Gabrielle Anwar
Gabrielle Anwar (født 4. februar 1970) er en engelsk skuespillerinde, der brød igennem med en markant birolle over for Al Pacino i En duft  af kvinde (1992). 
Hun har desuden markeret sig i filmene Body Snatchers (1993), For Love or Money (1993), The Three Musketeers (1993) og Things to Do in Denver When You're Dead (1995), samt i tv-serierne Press Gang (1990), The Tudors (2007) og Burn Notice (2007-2010) .
Hun spillede desuden Tricia Kenney i Beverly Hills 91210 sæson 2 som skøjteprinsesse, der trænede til de Olympiske Lege og havde en kort romance med Brandon Walsh.

## Filmografi
- The Librarian: Return to King Solomon's Mines (2006)